# Fredrik III av Sachsen
Fredrik III (ty. Friedrich III.), Fredrik den vise (ty. Friedrich der Weise), född 17 januari 1463, död 5 maj 1525, kurfurste av Sachsen från 1486.
Fredrik befordrade vetenskap och konst, och grundlade 1502 universitetet i Wittenberg, motarbetade avlatshandeln och hjälpte Martin Luther när katolska kyrkans präster gick emot honom. Han kunde dock inte besluta sig för att formellt införa den nya läran i sitt land. Han tog sin bror Johan den ståndaktige till medregent i sina arvländer. Efter Maximilian I:s död blev Fredrik III vald till kejsare av kurfurstarna, men avsade sig genast värdigheten, undfallande för Karl V:s härmakt.

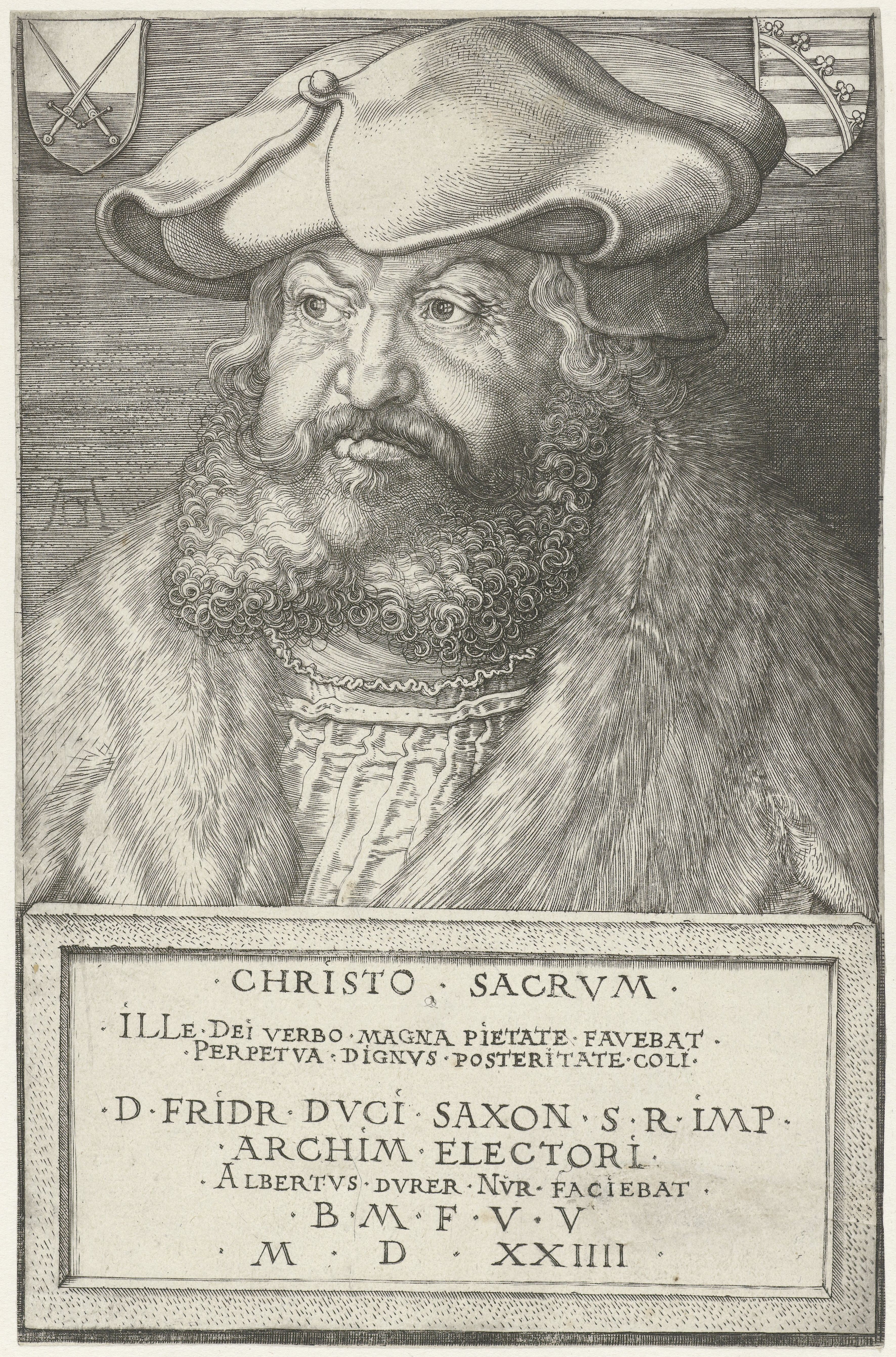
Fredrik III